# Anderson Silva (Kampfsportler)
Anderson da Silva (* 14. April 1975 in São Paulo) ist ein brasilianischer MMA-Kämpfer und der ehemalige UFC-Mittelgewichtschampion. Er hält in der UFC die Rekorde für die meisten aufeinanderfolgenden Siege sowie die meisten vorzeitigen Siege, wodurch er von vielen als einer der besten MMA-Kämpfer aller Zeiten gehandelt wird.

## Karriere
Silva beherrscht Brazilian Jiu-Jitsu, Capoeira, Judo und Muay Thai. Er begann seine MMA-Wettkampfkarriere im Jahr 1997 und absolvierte unter anderem Shooto-Kämpfe in Japan. Darauf wechselte er zum japanischen Veranstalter Pride FC. Nach weiteren Kämpfen in kleineren Ligen bestritt Anderson Silva im Juni 2006 seinen ersten Kampf für die Ultimate Fighting Championship, bei dem Chris Leben in der ersten Runde KO ging. Im Oktober 2006 besiegte er Rich Franklin ebenfalls in der ersten Runde durch KO und wurde UFC-Mittelgewichtschampion. Im Februar 2007 sollte er seinen Titel erstmals verteidigen, doch weil sein Gegner Travis Lutter das Gewichtslimit für das Mittelgewicht nicht einhalten konnte, wurde die Begegnung nicht als Titelkampf eingestuft. In der zweiten Runde klopfte Lutter ab, da Silva im Triangle Choke eine Reihe von Ellenbogen landen konnte.
Im Juli 2007 verteidigte er seinen Titel bei UFC 73 gegen Nate Marquardt, indem er ihn in der ersten Runde durch technischen KO besiegte. Es folgte im Oktober 2007 ein Rückkampf gegen Rich Franklin, den Silva erneut auf dominante Weise durch KO für sich entscheiden konnte. Im März 2008 besiegte er den Pride-Mittelgewichtschampion Dan Henderson.
Im Juli 2008 absolvierte Silva seinen ersten Kampf im Halbschwergewicht. Nach knapp einer Minute konnte er dabei James Irvin KO schlagen. Nach dem Ausflug in die höhere Gewichtsklasse verteidigte er seinen UFC-Mittelgewichtstitel im Oktober 2008 gegen Patrick Côté. Côté verletzte sich dabei in der dritten Runde am Bein und konnte nicht weiterkämpfen. Im April 2009 stieg Silva zur Titelverteidigung gegen Thales Leites in den Käfig und wurde nach fünf Runden von den Punktrichtern zum Sieger erklärt. Silva wechselte im August 2009 erneut für einen Kampf ins Halbschwergewicht, wo er auf den früheren UFC-Halbschwergewichtschampion Forrest Griffin traf. Silva führte seinen Gegner im Stand vor, indem er über weite Strecken ohne jegliche Deckung kämpfte und Griffin letztendlich nach knapp drei Minuten KO schlug. Danach musste er sich einer Operation am Ellenbogen unterziehen, weswegen ein UFC-Mittelgewichtstitelkampf gegen Vitor Belfort abgesagt werden musste.
Silva kämpfte stattdessen im April 2010 bei UFC 112 gegen Demian Maia. Erneute zeigte sich der Titelträger dominant und machte in den ersten beiden Runden seine Überlegenheit im Standkampf deutlich. In den folgenden drei Runden senkte Silva das Tempo und wurde am Ende sogar vom Ringrichter wegen mangelnder Aktivität ermahnt. Nach fünf Runden erklärten die Punktrichter Silva einstimmig zum Sieger.
Im August 2010 verteidigte Silva seinen Titel gegen Chael Sonnen. Der Herausforderer präsentierte sich im Vorfeld lautstark und äußerte sich dabei sehr respektlos gegenüber Silva. Entgegen allen Erwartungen konnte Sonnen den Champion über weite Strecken des Kampfes dominieren, indem er ihn immer wieder zu Boden brachte und dort mit Schlägen bearbeitete. Knapp zwei Minuten vor dem Ende des sehr einseitig verlaufenden Kampfes konnte Silva einen Triangle Choke ansetzen und Sonnen damit zur Aufgabe zwingen. In dem Kampf gegen Sonnen steckte Silva mehr Schläge ein, als in seinen elf vorherigen UFC-Kämpfen zusammen. Wie sich später herausstellte, ging Silva verletzt und Sonnen gedopt in den Kampf.
Im Februar 2011 traf Silva dann auf Vitor Belfort. Nach einer kurzen Abtastphase landete Silva einen präzisen Front-Kick, durch den Belfort direkt KO ging. Auch Yushin Okami bereitete Silva im August 2011 keine Probleme und ging in der zweiten Runde TKO. Silva konnte somit seine Disqualifikations-Niederlage gegen Okami aus dem Jahr 2006 wettmachen.
Am 7. Juli trat Silva erneut gegen Chael Sonnen an. Dieser Kampf wurde als meist erwarteter Rückkampf aller Zeiten beworben. Silva konnte den Kampf per TKO in der zweiten Runde für sich entscheiden und brach seinen eigenen Rekord von neun aufeinanderfolgenden Titelverteidigungen.
Da das Programm von UFC 153 aufgrund von Verletzungen einiger Kämpfer auf der Kippe stand, entschied sich Silva kurzfristig für einen weiteren Kampf im Halbschwergewicht. Gegen Stephan Bonnar konnte Silva dabei erneut seine Überlegenheit im Stand unter Beweis stellen. Mühelos schickte er Bonnar in der ersten Runde mit einem Knie zu Boden, ließ einen Hagel von Schlägen auf seinen Gegner nieder und konnte Bonnar somit als erster Kämpfer überhaupt vorzeitig besiegen.
Am 6. Juli 2013 verlor er seinen Titel an Chris Weidman durch Knockout in der zweiten Runde bei UFC 162. Bei UFC 168 am 28. Dezember 2013 wurde ein Rückkampf zwischen Silva und Weidman angesetzt. Silva verlor diesen Kampf erneut, da er sich während der zweiten Runde das Schienbein und Wadenbein brach.
Am 31. Januar 2015 hatte Anderson Silva sein Comeback nach der Verletzungspause im Kampf gegen Nick Diaz bei der UFC 183. Silva gewann den Kampf nach fünf Runden durch einstimmige Punktrichterentscheidung, wurde aber sowohl vor, als auch nach dem Kampf, positiv auf den Konsum von anabolen Steroiden getestet. Der Sieg wurde Silva daraufhin wegen Dopings aberkannt und er für ein Jahr gesperrt. 2016 trat der inzwischen 41-jährige Silva gegen den Engländer Michael Bisping an und verlor überraschend nach Punkten. Ebenso erfolglos war er gegen Daniel Cormier, ehe er 2017 Derek Brunson durch einstimmige Entscheidung der Punkterichter besiegte.
In seinem letzten Profikampf stand Silva bei UFC 237 am 11. Mai 2019 dem US-Amerikaner Jared Cannonier gegenüber. Er verlor den Kampf via TKO in der ersten Runde, nachdem ein Kick von Cannonier gegen die Innenseite von Silva‘s rechtem Bein den Brasilianer verletzte und er nicht mehr weiterkämpfen konnte.

### Mixed Martial Arts
| Ergebnis   | Profi-Rekord | Gegner                                          | Datum              | Veranstaltung                          | Methode                                       | Runde | Zeit  |
| ---------- | ------------ | ----------------------------------------------- | ------------------ | -------------------------------------- | --------------------------------------------- | ----- | ----- |
| Sieg       | 1-0          | Raimundo Pinheiro                               | 25. Juni 1997      | BFC - Brazilian Freestyle Circuit 1    | Aufgabe (Arm-Triangle Choke)                  | 1     | 1:53  |
| Sieg       | 2-0          | Fabricio „Morango“ Camoes                       | 25. Juni 1997      | BFC - Brazilian Freestyle Circuit 1    | TKO (Aufgabe)                                 | 1     | 25:14 |
| Niederlage | 2-1          | „The Joker“ Luiz Azeredo                        | 27. Mai 2000       | Meca 1 - World Vale Tudo 1             | Punktentscheidung (einstimmig)                | 2     | 10:00 |
| Sieg       | 3-1          | Fabricio „Morango“ Camoes                       | 12. August 2000    | Meca 2 - World Vale Tudo 2             | TKO (Tritt gegen Kopf & Schläge)              | 1     | 1:06  |
| Sieg       | 4-1          | „Demolition Man“ Claudionor da Silva Fontinelle | 16. Dezember 2000  | Meca - World Vale Tudo 4               | TKO (Knie & Schläge)                          | 1     | 4:35  |
| Sieg       | 5-1          | Tetsuji Kato                                    | 2. März 2001       | Shooto - To the Top 2                  | Punktentscheidung (einstimmig)                | 3     | 5:00  |
| Sieg       | 6-1          | Israel Albuquerque                              | 9. Juni 2001       | Meca - World Vale Tudo 5               | TKO (Aufgabe nach Schläge)                    | 1     | 6:17  |
| Sieg       | 7-1          | Hayato „Mach“ Sakurai                           | 26. August 2001    | Shooto: To The Top 7                   | Punktentscheidung (einstimmig)                | 3     | 5:00  |
| Sieg       | 8-1          | Roan „Jucao“ Carneiro                           | 31. Januar 2002    | Meca - World Vale Tudo 6               | TKO (Aufgabe nach Schläge)                    | 1     | 5:32  |
| Sieg       | 9-1          | „The Brazilian Killer“ Alex Stiebling           | 23. Juni 2002      | Pride 21 - Demolition                  | TKO (Arztstopp)                               | 1     | 1:23  |
| Sieg       | 10-1         | „The Diet Butcher“ Alexander Otsuka             | 29. September 2002 | Pride 22 - Beasts from the East 2      | Punktentscheidung (einstimmig)                | 3     | 5:00  |
| Sieg       | 11-1         | „The Ronin“ Carlos Isaac                        | 16. März 2003      | Pride 25 - Body Blow                   | KO (Flying Knee & Schläge)                    | 1     | 6:27  |
| Niederlage | 11-2         | Daiju Takase                                    | 8. Juni 2003       | Pride 26 - Bad to the Bone             | Aufgabe (Triangle Choke)                      | 1     | 8:33  |
| Sieg       | 12-2         | „Diamante Negro“ Waldir dos Anjos               | 20. Dezember 2003  | CF - Conquista Fight 1                 | TKO (Aufgabe durch das Team)                  | 1     | 5:00  |
| Sieg       | 13-2         | Jeremy „Gumby“ Horn                             | 27. Juni 2004      | Gladiator FC - Day 2                   | Punktentscheidung (einstimmig)                | 3     | 5:00  |
| Sieg       | 14-2         | Lee „Lightning“ Murray                          | 11. September 2004 | Cage Rage 8 - Knights of the Octagon   | Punktentscheidung (einstimmig)                | 3     | 5:00  |
| Niederlage | 14-3         | Ryo „Piranha“ Chonan                            | 31. Dezember 2004  | Pride Shockwave 2004                   | Aufgabe (Flying Scissor Heel Hook)            | 3     | 3:08  |
| Sieg       | 15-3         | „El Conquistador“ Jorge Rivera                  | 30. April 2005     | Cage Rage 11 - Face off                | TKO (Knie & Schläge)                          | 2     | 3:53  |
| Sieg       | 16-3         | Curtis Stout                                    | 3. Dezember 2005   | Cage Rage 14 - Punishment              | KO (Knie & Schläge)                           | 1     | 4:59  |
| Niederlage | 16-4         | Yushin „Thunder“ 'Okami                         | 20. Januar 2006    | ROTR - Rumble on the Rock 8            | Disqualifikation (illegaler Tritt)            | 1     | 2:33  |
| Sieg       | 17-4         | „The Freak“ Tony Fryklund                       | 22. April 2006     | Cage Rage 16 - Critical Condition      | KO (Ellbogen)                                 | 1     | 2:02  |
| Sieg       | 18-4         | „The Crippler“ Chris Leben                      | 28. Juni 2006      | UFC Fight Night 5 - Leben vs. Silva    | KO (Knie)                                     | 1     | 0:49  |
| Sieg       | 19-4         | Rich „Ace“ Franklin                             | 14. Oktober 2006   | UFC 64 - Unstoppable                   | KO (Knie)                                     | 1     | 2:59  |
| Sieg       | 20-4         | „The Serial Killer“ Travis Lutter               | 3. Februar 2007    | UFC 67 - All or nothing                | Aufgabe (Ellbogen)                            | 2     | 2:11  |
| Sieg       | 21-4         | „The Great“ Nate Marquardt                      | 7. Juli 2007       | UFC 73 - Stacked                       | TKO (Schläge)                                 | 1     | 4:50  |
| Sieg       | 22-4         | Rich „Ace“ Franklin                             | 20. Oktober 2007   | UFC 77 - Hostile Territory             | TKO (Knie)                                    | 2     | 1:07  |
| Sieg       | 23-4         | Dan „Hendo“ Henderson                           | 1. März 2008       | UFC 82 - Pride of a Champion           | TKO (Knie)                                    | 2     | 4:50  |
| Sieg       | 24-4         | „The Sandman“ James Irvin                       | 19. Juli 2008      | UFC Fight Night 14 - Silva vs. Irvin   | KO (Schläge)                                  | 1     | 1:01  |
| Sieg       | 25-4         | „The Predator“ Patrick Côté                     | 25. Oktober 2008   | UFC 90 - Silva vs. Côté                | TKO (Knieverletzung)                          | 3     | 0:39  |
| Sieg       | 26-4         | Thales Leites                                   | 18. April 2009     | UFC 97 - Redemption                    | Punktentscheidung (einstimmig)                | 5     | 5:00  |
| Sieg       | 27-4         | Forrest Griffin                                 | 8. August 2009     | UFC 101 - Declaration                  | KO (Schläge)                                  | 1     | 3:23  |
| Sieg       | 28-4         | Demian Maia                                     | 10. April 2010     | UFC 112 - Invincible                   | Punktentscheidung (einstimmig)                | 5     | 5:00  |
| Sieg       | 29-4         | Chael Sonnen                                    | 7. August 2010     | UFC 117 - Silva vs. Sonnen             | Aufgabe (Triangle Armbar)                     | 5     | 3:10  |
| Sieg       | 30-4         | „The Phenom“ Vitor Belfort                      | 5. Februar 2011    | UFC 126 - Silva vs. Belfort            | KO (Front Kick & Schläge)                     | 1     | 3:25  |
| Sieg       | 31-4         | Yushin „Thunder“ Okami                          | 27. August 2011    | UFC 134 - Silva vs. Okami              | TKO (Schläge)                                 | 2     | 2:04  |
| Sieg       | 32-4         | Chael Sonnen                                    | 7. Juli 2012       | UFC 148 - Silva vs. Sonnen 2           | TKO (Knie gegen Körper & Schläge)             | 2     | 1:55  |
| Sieg       | 33-4         | „The American Psycho“ Stephan Bonnar            | 13. Oktober 2012   | UFC 153 - Silva vs. Bonnar             | TKO (Knie gegen Körper & Schläge)             | 1     | 4:40  |
| Niederlage | 33-5         | Chris „All-American“ Weidman                    | 6. Juli 2013       | UFC 162 - Silva vs. Weidman            | KO (Schläge)                                  | 2     | 1:18  |
| Niederlage | 33-6         | Chris „All-American“ Weidman                    | 28. Dezember 2013  | UFC 168 - Silva vs. Weidman 2          | TKO (Beinverletzung)                          | 2     | 1:16  |
| No Contest | 33-6-1       | Nick Diaz                                       | 31. Januar 2015    | UFC 183 - Silva vs. Diaz               | Ohne Wertung (Änderung durch die Kommission)1 | 2     | 1:16  |
| Niederlage | 33-7-1       | „The Count“ Michael Bisping                     | 28. Februar 2016   | UFC Fight Night 84 - Silva vs. Bisping | Punktentscheidung (einstimmig)                | 5     | 5:00  |
| Niederlage | 33-8-1       | Daniel „DC“ Cormier                             | 9. Juli 2016       | UFC 200 - Tate vs. Nunes               | Punktentscheidung (einstimmig)                | 3     | 5:00  |
| Sieg       | 34-8-1       | Derek Brunson                                   | 11. Februar 2017   | UFC 208 - Holm vs. De Randamie         | Punktentscheidung (einstimmig)                | 3     | 5:00  |
| Niederlage | 34-9-1       | Israel Adesanya                                 | 10. Februar 2019   | UFC 234: Adesanya vs. Silva            | Punktentscheidung (einstimmig)                | 3     | 5:00  |
| Niederlage | 34-10-1      | Jared Cannonier                                 | 11. Mai 2019       | UFC 237: Namajunas vs. Andrade         | TKO (Leg Kick)                                | 1     | 4:47  |

1) Silva gewann den Fight, im Nachherein wurde er positiv auf verbotene Substanzen getestet, weswegen die Entscheidung in ein No Contest geändert wurde.

### Profiboxen
| Ergebnis   | Kampfrekord | Gegner               | Siegart | Runde | Datum          | Ort                          |
| Sieg       | 1–1         | Julio Cesar De Jesus | KO      | 2     | 5. August 2005 | Salvador da Bahia, Brasilien |
| Niederlage | 0–1         | Osmar Luiz Teixeira  | TKO     | 2     | 22. Mai 1998   | União da Vitória, Brasilien  |

## Vermarktung
Der Sportartikelhersteller Nike hat ihn 2012 unter Vertrag genommen und eine eigene Kollektion mit seinem Namen herausgebracht. Die Kollektion enthält u. a. Schuhe, Shirts und Hosen. Des Weiteren gibt es auch Actionfiguren von Anderson Silva.

## TV
Mittlerweile ist Anderson Silva auch zu einer Werbefigur geworden. Er war in einem Spot der Fast-Food-Kette Burger King, des Autoherstellers Ford sowie mit Steven Seagal in einem Werbespot von Budweiser zu sehen. Es gibt auch einen Spot für Nike, allerdings wurde dieser bisher nur in Brasilien ausgestrahlt.
Werbeclips:
- 2011 – Ford
- 2011 – Burger King
- 2012 – Budweiser
- 2012 – Nike

Filme
- 2011 – Anderson Silva – Like Water
- 2023 - Anderson Spider Silva (Miniserie)